# Tessa Ross
Tessa Ross CBE (Londra, 1961) è una produttrice cinematografica britannica, candidata al Premio Oscar al miglior film per Conclave.

## Biografia
Tessa Ross è nata a Londra nel 1961 da una famiglia ebrea. Ha frequentato la Westminster School e si è laureata al Somerville College di Oxford nel 1980, dove ha intrapreso studi orientali e studiato il cinese. Dopo la laurea, è diventata agente letterario nel 1986. Successivamente ha iniziato a lavorare per la televisione, commissionando lavori al regista Bill Bryden, allora a capo del dipartimento teatrale della BBC Scotland. Nel 1990 ha diretto il National Film Development Fund, diventato in seguito il British Screen. Nel 1993 è ritornata a lavorare per la BBC. Dal 1993 al 2000 ha diretto il Commissioning Group for Drama, lavorando alla produzione di Billy Elliot e altri film. Nel 2000 ha lavorato a Channel 4, dove è diventata responsabile del settore drammatico e, in seguito, del settore cinematografico. Dal 2002 al 2014 ha diretto Film4 e Film4 Productions. Nel 2010 è diventata Commendatrice dell'Ordine dell'Impero Britannico, mentre nel 2013 ha ricevuto il Premio BAFTA per il miglior contributo al cinema britannico ed è stata inserita da Woman's Hour nella lista delle 100 donne più potenti del Regno Unito. Nel 2014 è amministratrice delegata del Royal National Theatre, dimettendosi l'anno seguente. Nel 2025 è stata candidata al Premio Oscar al miglior film per Conclave di Edward Berger.

## Filmografia

### Cinema
- Robinson in Space, regia di Patrick Keiller (1997)
- Billy Elliot, regia di Stephen Daldry (2000)
- Liam, regia di Stephen Frears (2000)
- Like Father, regia di Richard Grassick, Ellin Hare, Sirkka-Liisa Konttinen e Murray Martin (2001)
- Dead Man's Shoes - Cinque giorni di vendetta (Dead Man's Shoes), regia di Shane Meadows (2004)
- L'amore fatale (Enduring Love), regia di Roger Michell (2004)
- Brothers of the Head, regia di Keith Fulton e Louis Pepe (2005)
- Isolation - La fattoria del terrore (Isolation), regia di Billy O'Brien (2005)
- L'ultimo re di Scozia (The Last King of Scotland), regia di Kevin Macdonald (2006)
- Venus, regia di Roger Michell (2006)
- This Is England, regia di Shane Meadows (2006)
- Mischief Night, regia di Penny Woolcock (2006)
- Far North (Far North), regia di Asif Kapadia (2007)
- And When Did You Last See Your Father?, regia di Anand Tucker (2007)
- Brick Lane, regia di Sarah Gavron (2007)
- In Bruges - La coscienza dell'assassino (In Bruges), regia di Martin McDonagh (2008)
- Senza apparente motivo (Incendiary), regia di Sharon Maguire (2008)
- La felicità porta fortuna - Happy Go Lucky (Happy-Go-Lucky), regia di Mike Leigh (2008)
- The Millionaire (Slumdog Millionaire), regia di Danny Boyle (2008)
- Genova - Un luogo per ricominciare (Genova), regia di Michael Winterbottom (2008)
- Star System - Se non ci sei non esisti (How to Lose Friends & Alienate People), regia di Robert B. Weide (2008)
- Nowhere Boy, regia di Sam Taylor-Johnson (2009)
- Amabili resti (The Lovely Bones), regia di Peter Jackson (2009)
- Four Lions, regia di Chris Morris (2009)
- Another Year, regia di Mike Leigh (2009)
- Non lasciarmi (Never Let Me Go), regia di Mark Romanek (2010)
- 127 ore (127 Hours), regia di Danny Boyle (2010)
- Submarine, regia di Richard Ayoade (2010)
- The Eagle, regia di Kevin Macdonald (2011)
- Attack the Block - Invasione aliena (Attack the Block), regia di Joe Cornish (2011)
- One Day, regia di Lone Scherfig (2011)
- Shame, regia di Steve McQueen (2011)
- Cime tempestose (Wuthering Heights), regia di Andrea Arnold (2011)
- La Femme du Vème, regia di Paweł Pawlikowski (2011)
- The Iron Lady, regia di Phyllida Lloyd (2011)
- On the Road, regia di Walter Salles (2012)
- A Royal Weekend (Hyde Park on Hudson), regia di Roger Michell (2012)
- 7 psicopatici (Seven Psychopaths), regia di Martin McDonagh (2012)
- The Look of Love, regia di Michael Winterbottom (2013)
- In trance (Trance), regia di Danny Boyle (2013)
- Under the Skin, regia di Jonathan Glazer (2013)
- 12 anni schiavo (12 Years a Slave), regia di Steve McQueen (2013)
- Il sosia - The Double (The Double), regia di Richard Ayoade (2013)
- Come vivo ora (How I Live Now), regia di Kevin Macdonald (2013)
- Frank, regia di Lenny Abrahamson (2014)
- La spia - A Most Wanted Man (A Most Wanted Man), regia di Anton Corbijn (2014)
- '71, regia di Yann Demange (2014)
- Cuban Fury, regia di James Griffiths (2014)
- Posh (The Riot Club), regia di Lone Scherfig (2014)
- Black Sea, regia di Kevin Macdonald (2014)
- Ex Machina, regia di Alex Garland (2014)
- 45 anni, regia di Andrew Haigh (2015)
- Life, regia di Anton Corbijn (2015)
- The Lobster, regia di Yorgos Lanthimos (2015)
- Carol, regia di Todd Haynes (2015)
- Macbeth, regia di Justin Kurzel (2015)
- Suffragette, regia di Sarah Gavron (2015)
- Room, regia di Lenny Abrahamson (2015)
- Il traditore tipo (Our Kind of Traitor), regia di Susanna White (2016)
- Codice criminale (Trespass Against Us), regia di Adam Smith (2016)
- They Shall Not Grow Old - Per sempre giovani (They Shall Not Grow Old), regia di Peter Jackson (2018)
- Verrà il giorno... (The Day Shall Come), regia di Christopher Morrison (2019)
- Il prodigio (The Wonder), regia di Sebastián Lelio (2022)
- La zona d'interesse (The Zone of Interest), regia di Jonathan Glazer (2023)
- Starve Acre, regia di Daniel Kokotajlo (2023)
- The Warrior: The Iron Claw (The Iron Claw), regia di Sean Durkin (2023)
- Bird, regia di Andrea Arnold (2024)
- Conclave, regia di Edward Berger (2024)

### Televisione
- Eskimo Day, regia di Piers Haggard - film TV (1996)
- Deep Secrets, regia di Diarmuid Lawrence - film TV (1996)
- Plotlands - miniserie TV (1996)
- Screen Two - serie TV, episodio 15x03 (1997)
- Our Boy, regia di David Evans - film TV (1997)
- Cold Enough for Snow, regia di Piers Haggard - film TV (1997)
- The Gift, regia di Danny Hiller - film TV (1998)
- Maisie Raine - serie TV, 6 episodi (1998)
- Playing the Field - serie TV, 13 episodi (1998-1999)
- Births, Marriages and Deaths - serie TV (1999)
- Second Sight, regia di Charles Beeson - film TV (1999)
- Clocking Off - serie TV, 6 episodi (2000)
- Second Sight: Hide and Seek, regia di Edward Bennett - film TV (2000)
- Second Sight: Parasomnia, regia di Maurice Phillips - film TV (2000)
- Second Sight: Kingdom of the Blind, regia di Jonas Grimås - film TV (2000)
- In a Land of Plenty - miniserie TV (2001)
- Best of Both Worlds - serie TV (2001)
- Women on the Verge - serie TV, 6 episodi (2018)
- Brexit: The Uncivil War, regia di Toby Haynes - film TV (2019)
- Trigonometry - miniserie TV, 8 episodi (2020)
- Life After Life - serie TV, 4 episodi (2022)
- Sherwood - serie TV, 12 episodi (2022-2024)
- The Good Mothers - serie TV (2023)
- Six Four - serie TV (2023)

### Cortometraggi
- A Running Jump, regia di Mike Leigh (2012)

## Riconoscimenti
- Premio Oscar
  - 2025 - Candidatura al miglior film per Conclave
- Premio BAFTA
  - 2013 - Miglior contributo al cinema britannico
  - 2023 - Candidatura al miglior film britannico per Il prodigio
  - 2023 - Candidatura alla miglior serie drammatica per Sherwood
  - 2025 - Candidatura al miglior film per Conclave
  - 2025 - Candidatura al miglior film britannico per Conclave
  - 2025 - Candidatura al miglior film britannico per Bird